# Printre tineri
Printre tineri este un film românesc din 1971 regizat de Iancu Moscu.